# Marguerite Wake
Titres
Baronne Wake de Liddell
31 mai 1349 – 29 septembre 1349
(3 mois et 29 jours)
Comtesse de Kent
16 décembre 1325 – 19 mars 1330
(4 ans, 3 mois et 3 jours)
Marguerite Wake (vers 1300 – 29 septembre 1349), suo jure 3e baronne Wake de Liddell, est un membre de la noblesse anglaise du XIVe siècle. Issue d'un lignage relativement éminent, elle est la seule fille du baron John Wake et épouse en premières noces vers 1312 le puissant noble écossais John IV Comyn. Elle se retrouve veuve deux ans plus tard lorsque son époux est tué à la bataille de Bannockburn et se retire probablement dans son douaire : ses activités au cours de son veuvage demeurent en tout cas largement méconnues.
Remariée en secondes noces en 1325 avec Edmond de Woodstock, 1er comte de Kent et demi-frère du roi Édouard II, Marguerite donne naissance à quatre enfants et se retrouve une nouvelle fois veuve lorsque son époux est exécuté pour haute trahison en 1330. Brièvement incarcérée pour avoir activement assisté son mari dans ses intrigues, Marguerite Wake est libérée sur ordre d'Édouard III et mène par la suite une existence relativement discrète dans ses possessions, tout en s'impliquant dans la gestion des propriétés détenues par ses enfants.

## Biographie

### Origines et premier mariage
Marguerite Wake est le troisième enfant et la seule fille de John Wake, 1er baron Wake de Liddell, et de Jeanne de Fiennes. Elle est issue d'un lignage assez important, puisque du côté paternel, elle est une arrière-arrière-petite-fille de Saer de Quincy, 1er comte de Winchester, et du prince de Galles Llywelyn ab Iorwerth, ainsi qu'une arrière-arrière-arrière-petite-fille du roi d'Angleterre Jean sans Terre, tandis que du côté de sa mère, elle est une arrière-arrière-petite-fille de Jean de Brienne, roi de Jérusalem, puis empereur latin de Constantinople, et une arrière-arrière-arrière-petite-fille d'Alphonse IX de León et de Bérengère Ire de Castille, elle-même petite-fille d'Henry II d'Angleterre et d'Aliénor d'Aquitaine. Son père meurt aux alentours du 10 avril 1300, alors qu'elle est encore un nourrisson, faisant de son frère aîné Thomas Wake l'héritier des titres et des possessions paternels. Après la mort prématurée de leur mère Jeanne au cours de l'année 1309, Thomas est encore trop jeune pour pouvoir gérer seul ses propriétés et devient un pupille de la couronne d'Angleterre : il est successivement confié à la garde d'Henry de Lacy, 3e comte de Lincoln, de Pierre Gaveston, 1er comte de Cornouailles, et d'Isabelle de France, l'épouse du roi Édouard II. On ignore en revanche où est élevée Marguerite Wake entre 1309 et 1312.
Aux alentours de 1312, Marguerite Wake épouse John IV Comyn. Ce dernier est le seul fils et héritier du noble écossais John III Comyn, 6e seigneur de Badenoch et prétendant lors de la crise de succession écossaise. Après la conquête de l'Écosse par Édouard Ier d'Angleterre, John III Comyn s'est soumis à lui le 9 février 1304 et a accepté de participer à l'administration anglaise de l'Écosse. Il a toutefois été assassiné le 10 février 1306 au couvent des franciscains de Dumfries par son rival Robert Bruce, comte de Carrick et 7e seigneur d'Annandale, qui semble avoir craint que Comyn ne révèle à Édouard Ier ses plans pour restaurer la royauté écossaise à son profit et s'est effectivement fait couronner roi des Écossais quelques semaines plus tard, le 25 mars 1306, à Scone. Envoyé par sécurité à la cour d'Édouard Ier afin d'échapper à la vindicte des partisans de Robert Bruce, John IV Comyn fait partie des « déshérités » qui cherchent à renverser Bruce et reconnaître le roi d'Angleterre comme leur suzerain légitime. Reconnu de jure seigneur de Badenoch après la mort de son père, il ne peut cependant jouir de ce titre, qui est apparemment confisqué par Robert Bruce lors de l'ouverture de son tout premier Parlement en 1309, tout comme les vastes domaines que détenait son père. 
Les 23 et 24 juin 1314, John IV Comyn prend part à la bataille de Bannockburn, après avoir décidé à l'instar de nombreux « déshérités » d'accompagner la campagne militaire spectaculaire d'Édouard II d'Angleterre en Écosse. Les combats s'achèvent par une défaite cinglante des Anglais, qui se retirent précipitamment d'Écosse. Si Édouard II échappe à la mort ou au déshonneur de la capture, John IV Comyn n'est pas aussi fortuné et est tué lors de la déroute anglaise. Avec lui s'éteignent alors les espoirs de la famille Comyn pour retrouver ses anciennes faveurs. Édouard II ordonne le 1er août 1314 que ses terres situées en Angleterre soient remises à ses agents, tandis qu'il remet le 16 août suivant trois manoirs du Nottinghamshire, du Northamptonshire et du Berkshire d'un revenu annuel de 140 livres à « Marguerite, épouse de John Comyn, fils de John Comyn, récemment tué alors qu'il était au service du roi en Écosse, pour sa subsistance et celle de leur fils Aymar ». Aymar Comyn est vraisemblablement né de manière posthume, peu après le trépas de son père. Le nourrisson décède prématurément avant le 26 mai 1316, date à laquelle sa mère reçoit seule d'Édouard II un revenu annuel de 30 livres en compensation d'un de ses manoirs qu'il a dû reprendre.

### Second mariage
On ignore en grande partie le destin de Marguerite Wake avant son second mariage, bien que son frère Thomas épouse en 1316 une nièce de Thomas de Lancastre, 2e comte de Lancastre. Elle figure peut-être au sein de l'escorte d'Isabelle de France lorsque cette dernière se rend dans sa terre natale le 9 mars 1325 afin d'y régler la paix avec l'Angleterre à la suite de la guerre de Saint-Sardos. Le 6 octobre 1325, le pape Jean XXII accorde une dispense autorisant le mariage de Marguerite avec Edmond de Woodstock, 1er comte de Kent et demi-frère d'Édouard II. Les noces sont célébrées en France vers le 16 décembre 1325. Certains historiens supposent que ce mariage résulte d'une alliance politique entre Edmond de Woodstock et Roger Mortimer, un cousin de Marguerite Wake : Mortimer entre en effet en décembre 1325 en contact avec Isabelle de France dans le but de mettre fin au régime despotique d'Édouard II. Toutefois, le fait que la dispense papale soit émise en octobre ne corrobore pas cette hypothèse, car cela aurait alors été trop tôt pour le comte de Kent pour s'associer aux adversaires d'Édouard II. Comme Marguerite ne dispose ni d'un douaire important, ni de solides relations familiales, son mariage résulte possiblement d'une relation amoureuse avec Edmond de Woodstock.
Mécontent que son demi-frère se soit marié sans son accord, Édouard II fait brièvement saisir les possessions de Marguerite Wake, avant d'annuler sa décision le 27 janvier 1326. Rallié à l'opposition conduite par Isabelle de France, Edmond de Woodstock voit ses biens confisqués le 24 mars 1326, mais prend part à l'invasion de l'Angleterre à l'automne suivant qui aboutit à la déposition d'Édouard II le 25 janvier 1327. Le comte de Kent ne tarde pourtant pas à afficher son hostilité à Isabelle de France et à Roger Mortimer, qui contrôlent les affaires gouvernementales en raison du jeune âge du roi Édouard III, qui n'a que quatorze ans au moment de son avènement au trône. Il participe de ce fait activement en décembre 1328 à la rébellion d'Henri de Lancastre, 3e comte de Lancastre, avec plusieurs importants seigneurs du royaume, dont son beau-frère Thomas Wake. À la suite de la capitulation d'Henri de Lancastre le 11 janvier 1329, Edmond de Woodstock échappe toutefois à la confiscation de ses terres ou au paiement d'une amende colossale, peut-être grâce à ses relations familiales avec Roger Mortimer. Il mène en revanche au cours des mois suivants une existence éloignée de la cour d'Édouard III et se rend pendant l'essentiel de l'année 1329 sur le continent.
Edmond de Woodstock ne tarde pas à préparer un complot, qui vise prétendument à délivrer Édouard II, que la rumeur dit toujours vivant et incarcéré sur ordre de Roger Mortimer au château de Corfe. Marguerite Wake est elle-même impliquée dans la conspiration, puisqu'elle écrit au nom de son époux à Édouard II la lettre suivante : « Vénération et respect, avec la soumission et la sujétion d'un frère. Messire chevalier, vénérable et cher frère, si vous le voulez bien, je prie de tout cœur pour que vous soyez de bonne consolation, car je vous ordonnerai de sortir bientôt de prison et d'être délivré de ce mal dans lequel vous vous trouvez. Sa seigneurie doit savoir que j'ai l'assentiment de presque tous les grands seigneurs d'Angleterre, avec toutes leurs forces, c'est-à-dire avec des armures et des trésors sans nombre, afin de maintenir et d'aider votre querelle pour que vous redeveniez roi comme avant, et que tous – prélats, comtes et barons – me l'ont juré sur un livre. » Mais la lettre est interceptée par la garnison de Corfe et remise à Roger Mortimer, qui ordonne l'arrestation d'Edmond de Woodstock le 13 mars 1330. Convaincu de haute trahison, le comte de Kent est exécuté le 19 mars à Winchester sur ordre de Roger Mortimer, avant qu'Édouard III n'ait pu intervenir en sa faveur.

### Emprisonnement, libération et mort
Contrairement aux complices de son défunt époux, dont son frère Thomas Wake, qui parviennent à s'enfuir d'Angleterre pour échapper aux représailles de Roger Mortimer, Marguerite Wake y demeure, probablement en raison du stade avancé de sa dernière grossesse. Un ordre de Roger Mortimer daté du 14 mars 1330 demande son incarcération avec ses enfants à Salisbury : « la comtesse doit être accompagnée sur le chemin par seulement deux demoiselles et ses enfants ». Le 20 mars, Mortimer l'autorise toutefois à rester à Arundel, après avoir appris que sa cousine ne pourrait réaliser le voyage de 70 miles entre Arundel et Salisbury. Il ordonne alors au connétable du château d'Arundel, Roger atte Asshe, de payer à Marguerite Wake, ses enfants et ses suivantes la somme quotidienne d'un marc. Quelques semaines plus tard, le 7 avril, Marguerite donne naissance à Arundel à son dernier enfant, Jean. Les archives de la chancellerie royale montrent en revanche la préoccupation d'Isabelle de France et de Roger Mortimer concernant les « bijoux et d'autres biens » de la comtesse de Kent, demandant à ce qu'ils leur soient amenés et que deux hommes aillent « s'enquérir des bijoux et autres biens de la comtesse enlevés ».
Mécontent de ne pas avoir pu empêcher le traitement cruel réservé à son oncle Edmond de Woodstock, Édouard III planifie soigneusement la déchéance de sa mère Isabelle et de Roger Mortimer et ordonne leur arrestation le 19 octobre 1330. Après l'exécution de Mortimer le 29 novembre, Marguerite est libérée du château d'Arundel et se rend à la cour de son neveu Édouard III. Elle lui adresse une pétition concernant la réhabilitation de son défunt époux le 7 décembre : « À notre seigneur le roi, si cela lui plaît, sa vassale, Marguerite, comtesse de Kent, prie pour elle-même et pour ses enfants : que de sa grâce, il soit prêt à faire amener devant lui dans son Parlement actuel à Westminster les archives et le processus par lesquels votre oncle et son bon seigneur, messire Edmond, comte de Kent, a été mis à mort, considérant, entre autres choses, si cela vous plaît, que messire Roger de Mortimer, comte de March, a reconnu à sa mort devant le peuple que ledit comte a été tué à tort. » Édouard III accède à la requête de Marguerite Wake : le 18 décembre 1330, les possessions d'Edmond de Woodstock sont remises à la couronne, le 12 janvier 1331, leur fils aîné Edmond est autorisé à hériter de ses terres, et, le 8 février suivant, il est formellement rétabli dans son héritage.
Par la suite, Marguerite Wake envoie ses enfants à la cour où ils sont élevés auprès d'Édouard III et de son épouse Philippa de Hainaut, qui les traitent avec le respect dû à leur rang. Elle administre à compter du 21 mars 1331 les possessions de son fils aîné Edmond jusqu'à ce qu'il atteigne sa majorité. Marguerite conserve cette occupation en dépit de la mort prématurée d'Edmond et reçoit dès le 16 octobre 1331 la confirmation royale pour administrer ces mêmes possessions, désormais détenues par son second et dernier fils Jean. Même si Édouard III fait étroitement gérer les possessions de son cousin Jean, il ne s'oppose pas à l'implication récurrente de Marguerite dans leur gestion, qui se poursuit jusqu'en avril 1347. À la mort sans descendance de son frère Thomas Wake le 31 mai 1349, Marguerite hérite de ses possessions, de ses biens et de son titre de baron Wake de Liddell. Marguerite Wake ne survit toutefois guère longtemps à son frère pour jouir de son héritage, puisqu'elle succombe le 29 septembre 1349 à l'épidémie de peste noire qui commence alors à ravager l'Angleterre. Elle a d'abord pour héritier son fils cadet Jean, 3e comte de Kent, qui meurt sans descendance en 1352, puis sa fille aînée Jeanne, 4e comtesse de Kent.

## Descendance
De son premier mariage avec John IV Comyn, Marguerite Wake a un enfant :
| Nom         | Date de naissance     | Date de décès        | Notes                            |
| ----------- | --------------------- | -------------------- | -------------------------------- |
| Aymar Comyn | avant le 16 août 1314 | avant le 26 mai 1316 | Mort sans union, ni descendance. |

De son second mariage avec Edmond de Woodstock, elle a quatre autres enfants :
| Nom                         | Date de naissance         | Date de décès           | Notes |
| --------------------------- | ------------------------- | ----------------------- | --- |
| Edmond, 2e comte de Kent    | vers 1326                 | avant le 5 octobre 1331 | Mort sans union, ni descendance.                                                                               |
| Jeanne, 4e comtesse de Kent | 29 septembre 1326 ou 1327 | 7 août 1385             | Épouse (1) Thomas Holland, (2) William Montagu, (3) Édouard de Woodstock                                       |
| Marguerite de Kent          | vers 1328                 | avant décembre 1352     | Fiancée à Arnaud-Amanieu d'Albret, le mariage ne se concrétise pourtant pas. Morte sans union, ni descendance. |
| Jean, 3e comte de Kent      | 7 avril 1330              | 26 décembre 1352        | Épouse Isabelle de Juliers. Mort sans descendance.                                                             |

## Dans la fiction
Marguerite Wake apparaît dans la nouvelle historique de Karen Harper, The First Princess of Wales, qui décrit notamment l'arrivée à la cour d'Édouard III de la famille d'Edmond de Woodstock à l'automne 1330. Elle est également un personnage du roman A Triple Knot, écrit en 2014 par Emma Campion et qui s'intéresse particulièrement aux tensions entre Jeanne de Kent et sa famille lorsqu'elle veut faire valider son mariage avec Thomas Holland.